# Ґрунтообробка

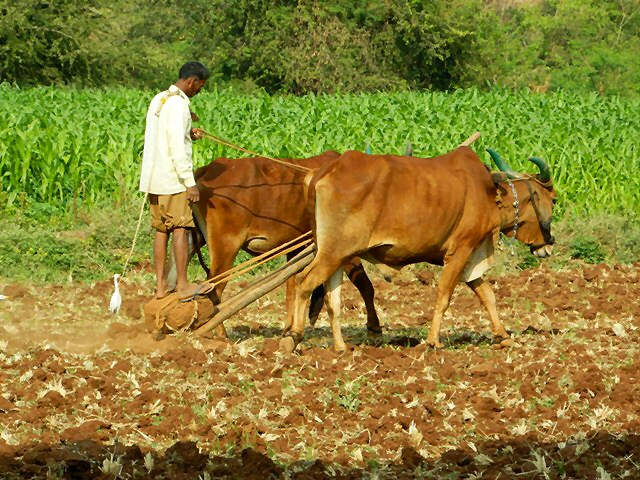
Традиційна ґрунтообробка із застосуванням домашньої худоби

Ґрунтообробка — процес втручання в структуру ґрунту з метою його підготовки до сівби, покращення проростання і зростання насіннєвого матеріалу, знищення шкідників, покращення надходження води і повітря для забезпечення життєдіяльності культурних рослин і пригнічення чи знищення бур'янів.

## Історія і сучасна постановка проблеми
На самих ранніх стадіях переходу людини від збирання до рільництва виникла потреба у підготовці ґрунту безпосередньо для сівби та отримання хороших врожаїв. Себто, у перетворенні необробленого ґрунту на ріллю. За результатами археологічних знахідок вважається, що людство перейшло від збирання до рільництва не пізніше як 10 тисяч років тому. Починаючи від обробітку землі дерев'яною загостреною палицею, людина поступово почала вдосконалювати інструменти, використовуючи кам'яні, бронзові, сталеві наконечники (кам'яна мотика, бронзова мотика, тощо).

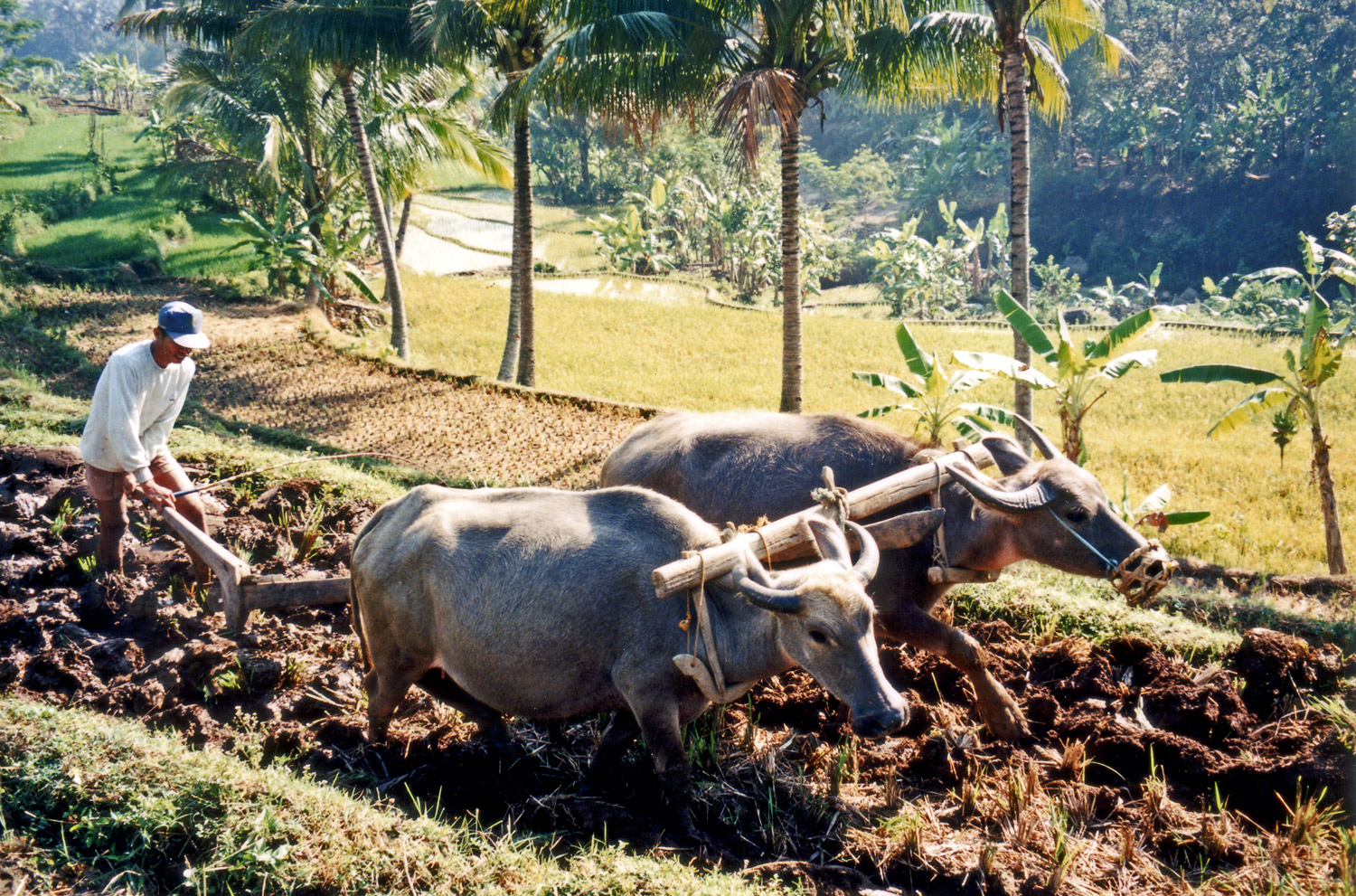
Оранка буйволами. Індонезія. Наші дні

Прогресивним кроком було застосування для ґрунтообробітку значних площ інструменту на гужовому ходу, себто із застосуванням тяглової сили одомашнених тварин (буйволів, волів, коней).
Від стародавніх шумерів дійшов до нас епос «Спір мотики і плуга». В гімні мотика бідняка кидає виклик «царському» гордовитому плугу. Проте, хоч симпатії автора древнього гімну явно на стороні бідняцької мотики, подальший прогрес людства показав ефективність саме плуга на гужовій тязі.
Примітивним прообразом плуга стала дерев'яна соха, інструмент, що не перевертав шар землі, а підривав і розгортав його на дві сторони.

### На території сучасної України
Знахідки решток сільськогосподарських знарядь на території сучасної України дозволяють вченим робити висновки, що ґрунт для сівби наші пра-пращури готували як мінімум шість тисячоліть.

### Від Трипільської культури до сьогодення
Як мінімум шість тисячоліть на території сучасної України людина вже мала знання і займалася сівбою зернових і городніх культур. Відповідно, такий самий час відноситься і до передпосівної ґрунтообробки.
Мотичне землеробство, про яке написано вище, стосувалося також і населення на території нинішньої України. Так само, як і стародавні шумери, праукраїнці проводили обробіток великих постійних земельних городніх ділянок вручну, тобто за допомогою мотик та інших примітивних засобів праці. Вважається, що цей тип землеробства набув високого рівня розвитку вже у племен трипільської культури.
Оскільки більше третини сучасної України з півночі вкрите лісами, мотичне хліборобство самостійно було б не можливе, і поєднувалося з вирубно-вогневою системою використання й обробітку ґрунту. Улітку чи восени на ділянці лісу вирубувалися всі дерева й кущі, висушувалися протягом зими і весною спалювалися, а очищену земельну ділянку розпушували мотиками і засівали зерновими культурами (житом, вівсом). Ділянку землі після збору врожаю і корчування залишків пнів угноювали й орали. Залишки вирубно-вогневої системи хліборобства існували ще на початку XX ст. на теренах Східних Карпат і Полісся. Від назви тих часів підготованої до обробітку землі до нас дійшло слово «пасіка».
Власне, плужне рільництво бере початок на теренах України приблизно з II тис. до н. е., коли на основі застосування орних знарядь і тяглових тварин (волів) виникла перелогова система хліборобства. Перелогова система дала початок рільництву.

### Перелогова система рільництва
Полягає в тому, що певну ділянку землі щороку засіюють різними культурами (перший рік висівали пшеницю, другий — ячмінь, третій рік — просо тощо). Після виснаження поля йому давали спокій на 5-10 років. Відбувалося природне відновлення родючого шару ґрунту. Після такого відпочинку (доки оброблялася інша ділянка), відновлений «переліг» використовували знову.
Зрозуміло, що перелогова система рільництва допускала наявність багатьох вільних від обробітку площ.

### Двопільна система ґрунтообробки
Приблизно з I тис. до н. е. вільних для обробітку ділянок ставало все менше, і перелогову систему рільництва почала витісняти двопільна.
Вся земля громади розділялася на дві рівні за площею половини. Одного року одна половина оралася і на ній висівалися культури, наступного — інша. Та половина, що не використовувалася під оранку цього року, була місцем випасу худоби. Щороку половини змінювалися.
Пасовисько називали ще «толокою», а місця сівби — «цариною».

### Трипілля
Трипільну (на три поля) систему ґрунтообробітку на теренах України джерела згадують вже за княжої доби, коли плугова обробка великих ділянок мало не повністю замінила мотикову.
Усі посівні площі розбивалися умовно на три рівні частини:
- пар (чи толока) — не оралася, використовувалася під випас худоби
- царина — на ній сіяли озимину
- ярина — під ярові культури.

Призначення зазначених ділянок змінювалося «по колу».
Таке «багатопілля», не зважаючи на «збої» у графіках сівозміни, викликані ростом населення і зменшенням придатних до посівів площ, на території нинішньої України зберігалися аж до колективізації 1930-х років.

## Галузі землеробства
Все рослинництво, а, отже, і ґрунтообробку для рослинництва, можна умовно розділити на три великі галузі
- рільництво, чи обробіток значних посівних площ, переважно під зернові культури (на сьогодні також під технічні і коренеплоди на великих площах)
- городництво
- і садівництво.

Рільництво як галузь землеробства зародилося на теренах України не пізніше 2,5 тисячоліття до н. е. З тих далеких часів традиційно вирощували злакові культури (пшеницю, просо, жито, ячмінь, овес, гречку), зернобобові (горох, біб, сочевицю) і технічні культури (коноплі, льон, рижій).
Звісно, підготовка ґрунтів до сівби цих культур за багато століть виплекала стійкі традиції ґрунтообробки в Україні.

## Технології ґрунтообробки
Різномаїття прийомів ґрунтообробки можна об'єднати у три великі класи, які називають технологіями ґрунтообробки
- традиційна технологія, пов'язана, насамперед, із оранкою (один — восени, чи два — восени і навесні рази на рік)
- мінімальна ґрунтообробка — ґрунтозахисна технологія, яка ґрунтується на системі мінімального обробітку ґрунту, що пов'язана із підготовкою посівного стола за допомогою культиваторів-плоскорізів, лущильників, котків, без застосування оранки плугами
- технологія нульового обробітку ґрунту, — у якій також відмовляються від оранки. Підготовка посівного стола починається після збору врожаю за допомогою мульчування, а весною по підготованому посівному столу працюють системи високоточного висіву.

## Методи обробітку ґрунту
- Лущення - дрібна обробка ґрунту, що полягає в поверхневому розпушуванні, підрізанні бур'янів та частковому обгортанні ґрунту.
- Мульчування - поверхневе покриття ґрунту мульчів. Мульчування є одним із найефективніших способів підтримки здоров'я рослин.
- Культивація - розпушування ґрунту за допомогою культиваторів.
- Дискування
- Фрезерування
- Боронування

## Інструменти для ґрунтообробки

### Інструменти промислового рільництва

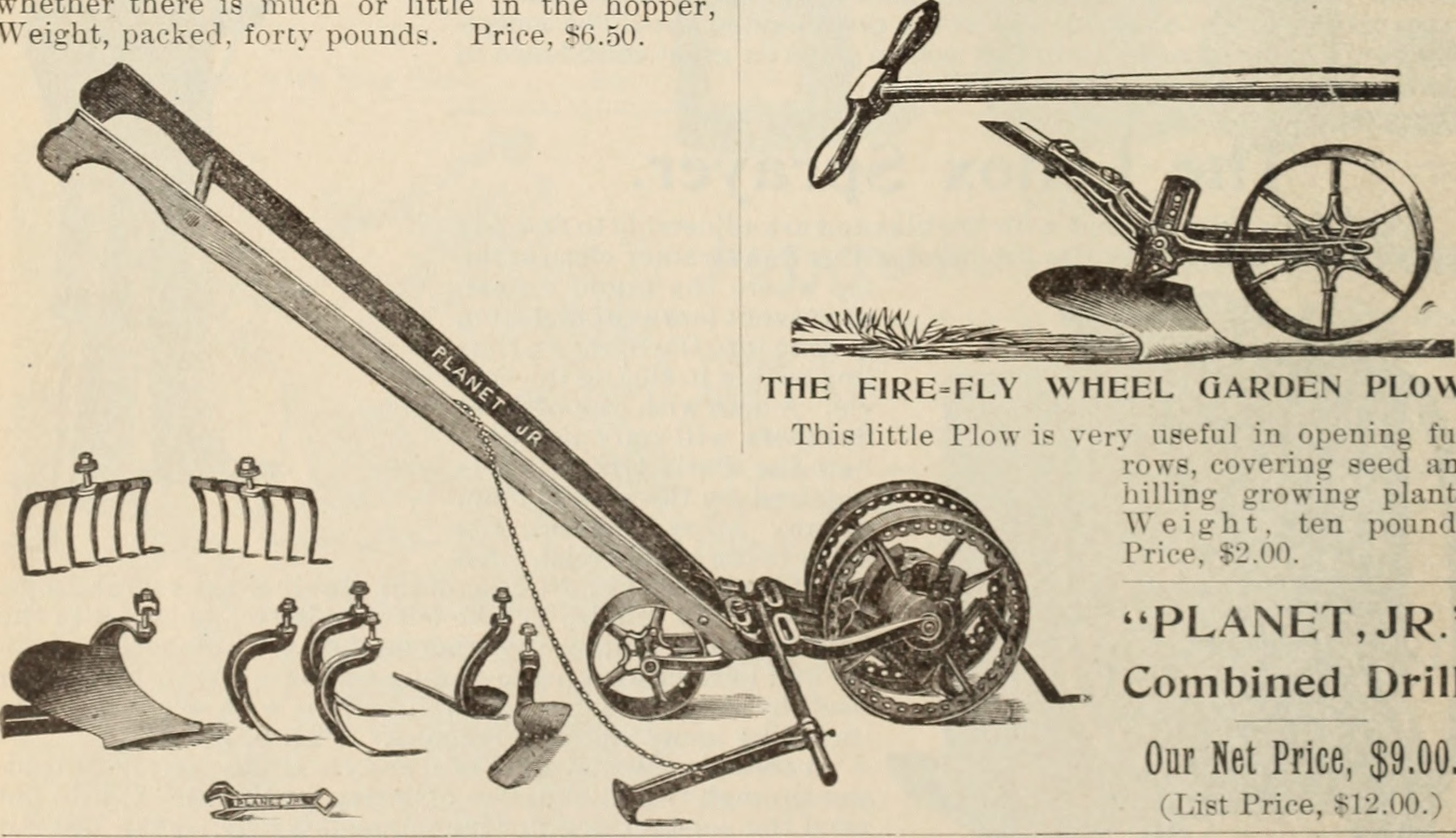
Комплект для ґрунтообробітку, 1897 рік

Сьогодні інструменти для ґрунтообробки виготовляють найкращі вітчизняні та іноземні виробники.

#### Плуги промислові
Традиційний, іноді можна зустріти назву полицевий чи площинний (рос. плоскостной) плуг — розвиток саме того стародавнього трипільського плуга, предкові якого більш як 5 тисяч років.

Конструкція сучасного плуга: 1 — рама; 2 — триточкове навішування; 3 — регулятор глибини; 4 — чересло; 5 — долото; 6 — леміш; 7 — відвал плуга

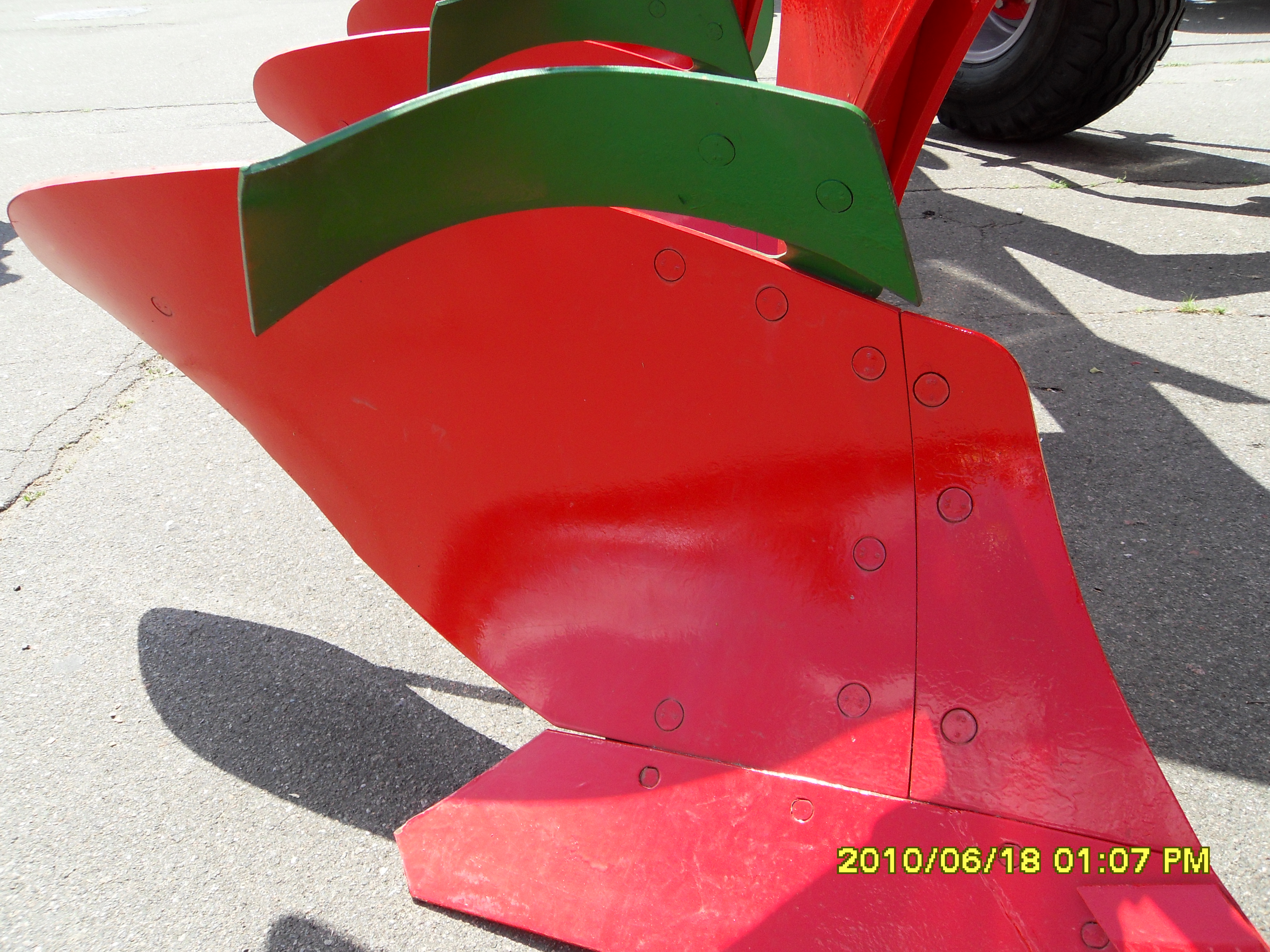
Корпус плуга

Традиційні плуги можуть перевертати землю тільки в одному напрямку, що направляється відвалом (полицею) лемеша. У результаті дії плуга утворюються гребені ріллі між борознами, схожі на грядки. Цей ефект спостерігається і на деяких полях, оброблюваних в стародавні часи.
Різновидом традиційного полицевого плуга є оборотний (чи обертовий) плуг.
Навіщо усе ускладнювати? При оранці традиційним плугом відвал орного ґрунту відбувається щоразу в одному напрямку. Нехай зліва праворуч по ходу трактора. Після кожного проходу будуть видні борозни, тим глибші, чим потужніший трактор (і, відповідно, ширший кожен відвал лемеша). За кілька років такої одноманітної оранки на місці першого проходу створюється глибока «розора», натомість, ґрунт поступово переміщається на протилежний край поля.
Для запобігання цього недоліку ґрунтообробки і застосовують обертовий плуг. Сенс вдосконалення полягає в тому, що тракторист має змогу, не виходячи з кабіни, перевертати лемеші. А самі лемеші вишиковані на рамі таким чином, що, якщо нижні перевертають ґрунт зліва-праворуч по ходу трактора, то, якщо «крутнути» на їх місце ті, що були зверху, ці лемеші будуть перевертати ґрунт в протилежному напрямку. Себто, якщо комбінувати напрям проходів трактора і ряди плугів, можна добитися одразу більш гладкого посівного стола. При цьому, скажімо, при оранці восени можна переміщати ґрунт в одному напрямку, а весною — у протилежному, не створюючи глибоких «розо́р» чи, навпаки, не нагортаючи ґрунт на горби.

#### Борони
Борони випускають
- традиційні зубчасті

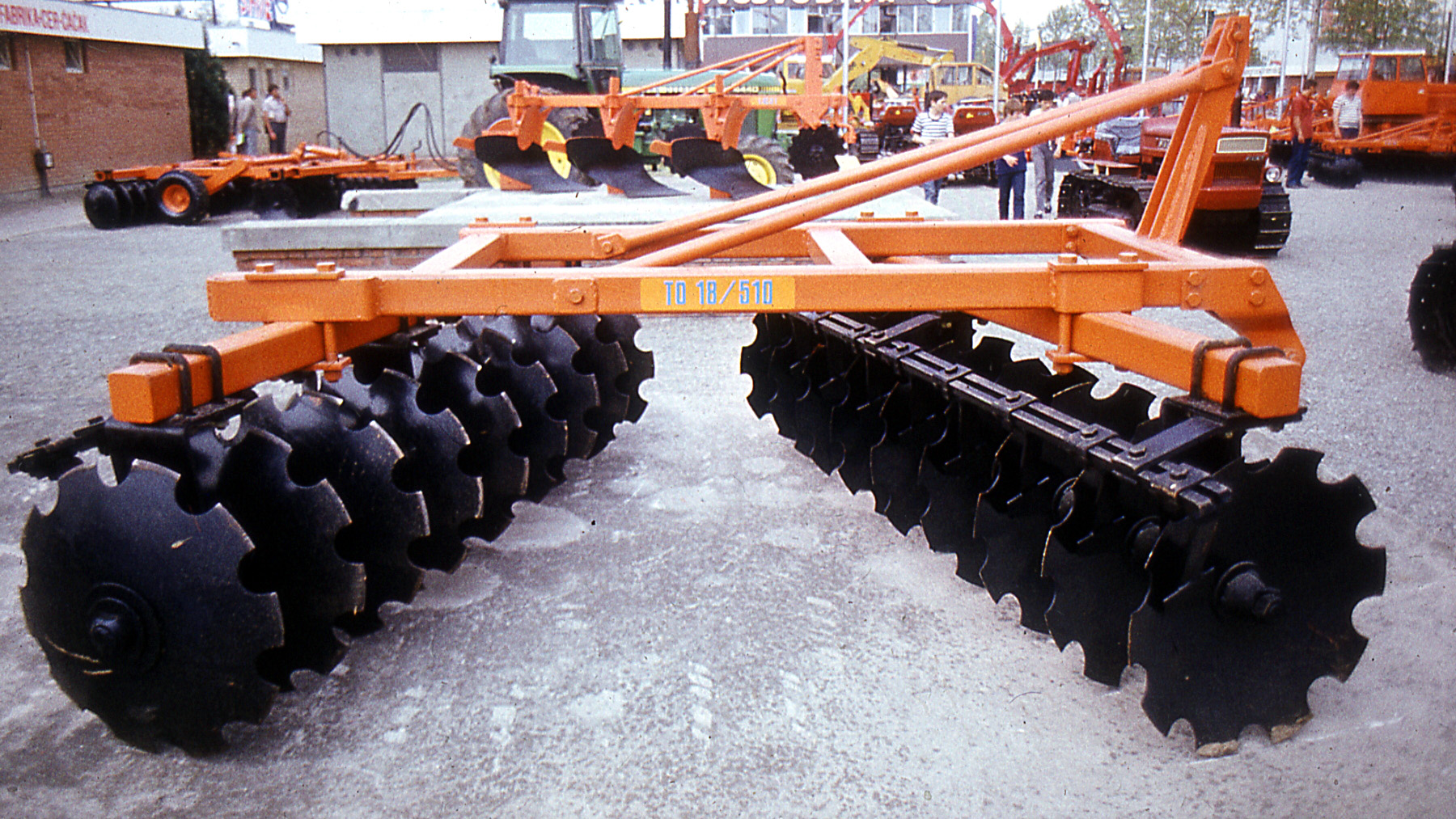
Дискова асиметрична борона-лущильник. Часом цей самий агрегат називають дисковим культиватором

- дискові; дискові в свою чергу можуть бути:

- - пасивні (лущильники)

- - активні (фрези) — вертикального чи горизонтального розташування

Лущильники чи вертикальні пасивні дискові борони
На відміну від традиційної оранки, яка виконується площинними плугами, при чому глибина верхнього шару ґрунту, що зрушується / перевертається, може досягати 30-35 см, лущіння відбувається без відвалу і перевертання ґрунту на глибину до 8-12 см. Лущіння відноситься до класу мінімальної чи заощадливої ґрунтообробки.
Лущильники можуть доповнюватися ґрунтоподрібнювальними котками чи зубчастими боронами. Дехто котки також називає лущильниками. Окремі виробники обладнують котки дисками схожої на лущильники форми, таким чином створюється універсальний агрегат, що поєднує властивості лущильника і прикотного котка. У цьому випадку не можливо збільшити глибину лущення. Вона складає, як правило, 4-6 см.
Лущіння ґрунту може виконуватися як підготовча до оранки операція, а може застосовуватися, як самостійний вид ґрунтообробки перед сівбою із застосуванням сівалок точного висіву.

#### Культиватори

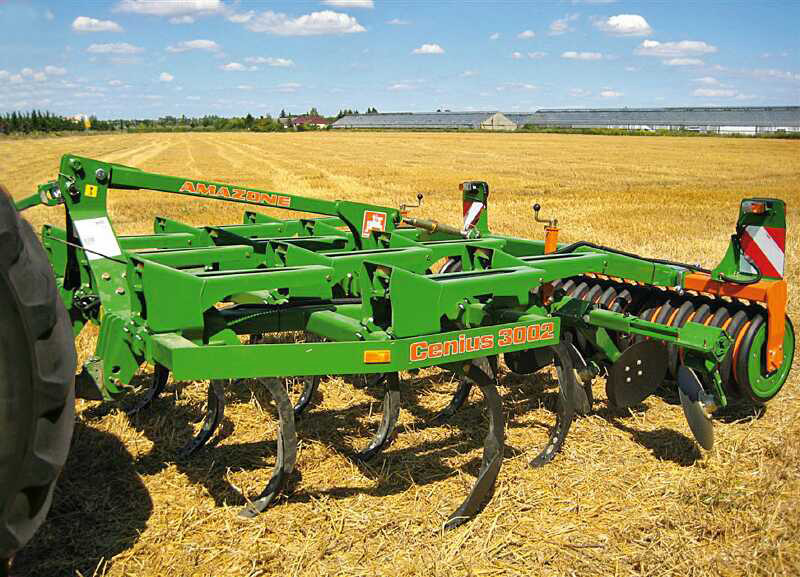
Культиватор фірми Amazone Mulchgrubber Cenius 3002

Культива́тор — знаряддя для обробки ґрунту (без перевертання його верхнього шару; так звана заощадлива ґрунтообробка чи (інша назва) мінімальна ґрунтообробка), боротьби з бур'янами і внесення в ґрунт добрив.
Основними робочими органами культиватора є «лапи». За їх типом, а також за призначенням цих знарядь, видом їх тяги та способом з'єднання з трактором культиватори поділяють на:
- па́рові,
- розпушувальні, чи просапні
- протиерозійні (штангові і плоскорізи),
- вогневі,
- рослинопідживлювачі,
- підгортачі,
- садові,
- фрезерні,
- овочеві,
- лісові.

Призначення
Робочі органи
|  |  |  |  |
|  |  |  |  |

#### Глибокорозпушувачі

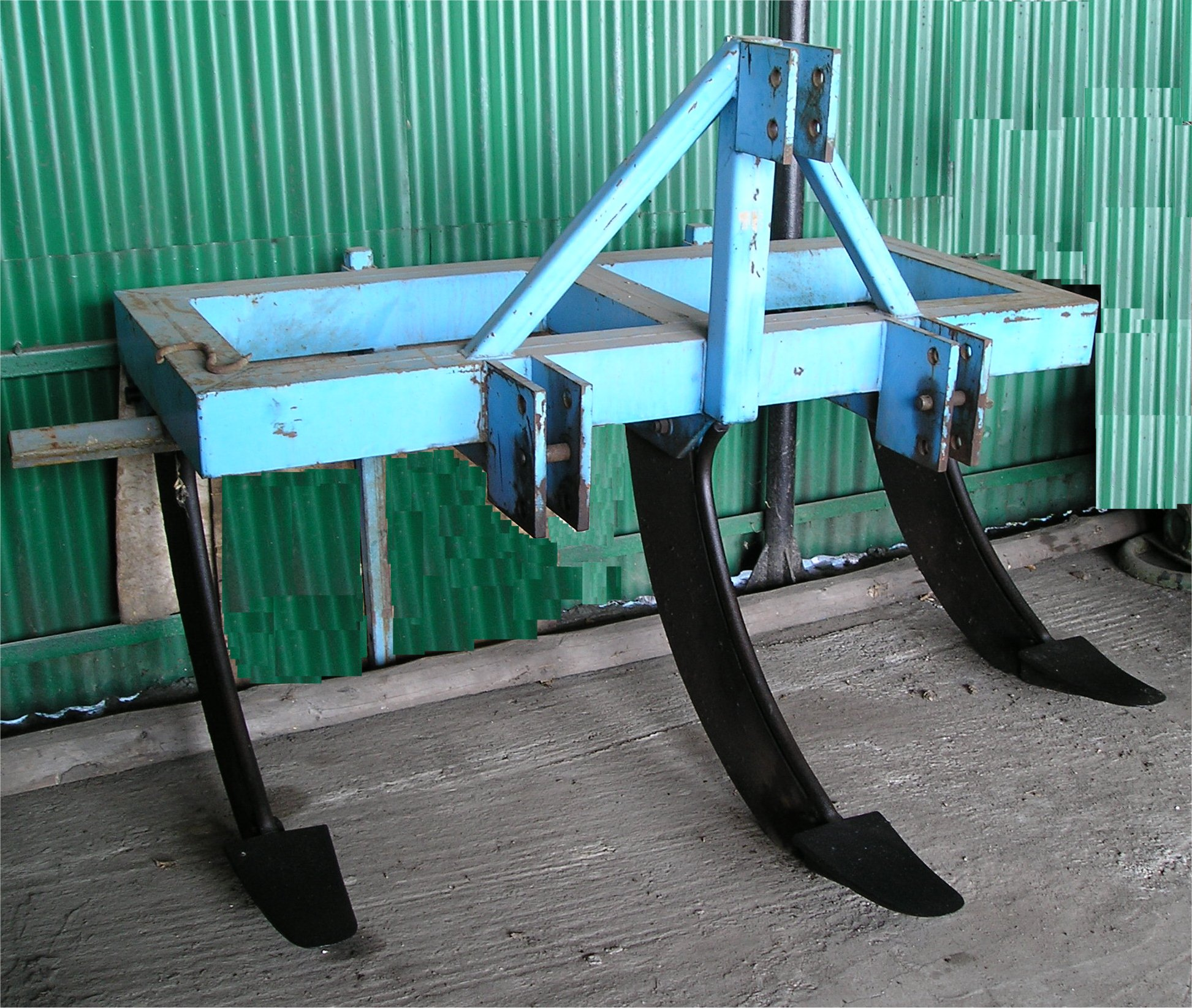
Глибокорозпушувач (варіант)

При постійному обробітку поля технікою за рахунок тиску, що створює трактор чи комбайн на ґрунт, в товщі ґрунту на глибині 60-80 см створюється дуже щільний «збитий» шар (плужна підошва). Цей шар створює проблеми із водообміном. Після весняного танення снігу вода тривалий час затримується на полях, що призводить до гниття частини насіння; в спекотні літні місяці до поверхневого шару ґрунту не може підійти вода з глибинних шарів. Цю проблему вирішують обробітком поля глибокорозпушувачами.
Глибокорозпушувач виробляє канавки в збитому шарі ґрунту, що значно покращує сезонний водообмін.
Обробіток землі глибокорозпушувачами бажано проводити з інтервалом у 2-4 роки.

### Інструменти для городництва
На відміну від промислового рільництва, городництвом люди часто займаються на присадибних ділянках, де нерентабельно, а часом просто неможливо застосування великої аграрної техніки. Отже, в городництві ґрунтообробка виконується ручним інструментом або засобами малої механізації.

#### Заступ
За́ступ — давньоукраїнська назва лопати, призначеної для нако́пування ногою (з горизонтальними верхніми закраїнами-ступаками для ноги).

#### Лопата

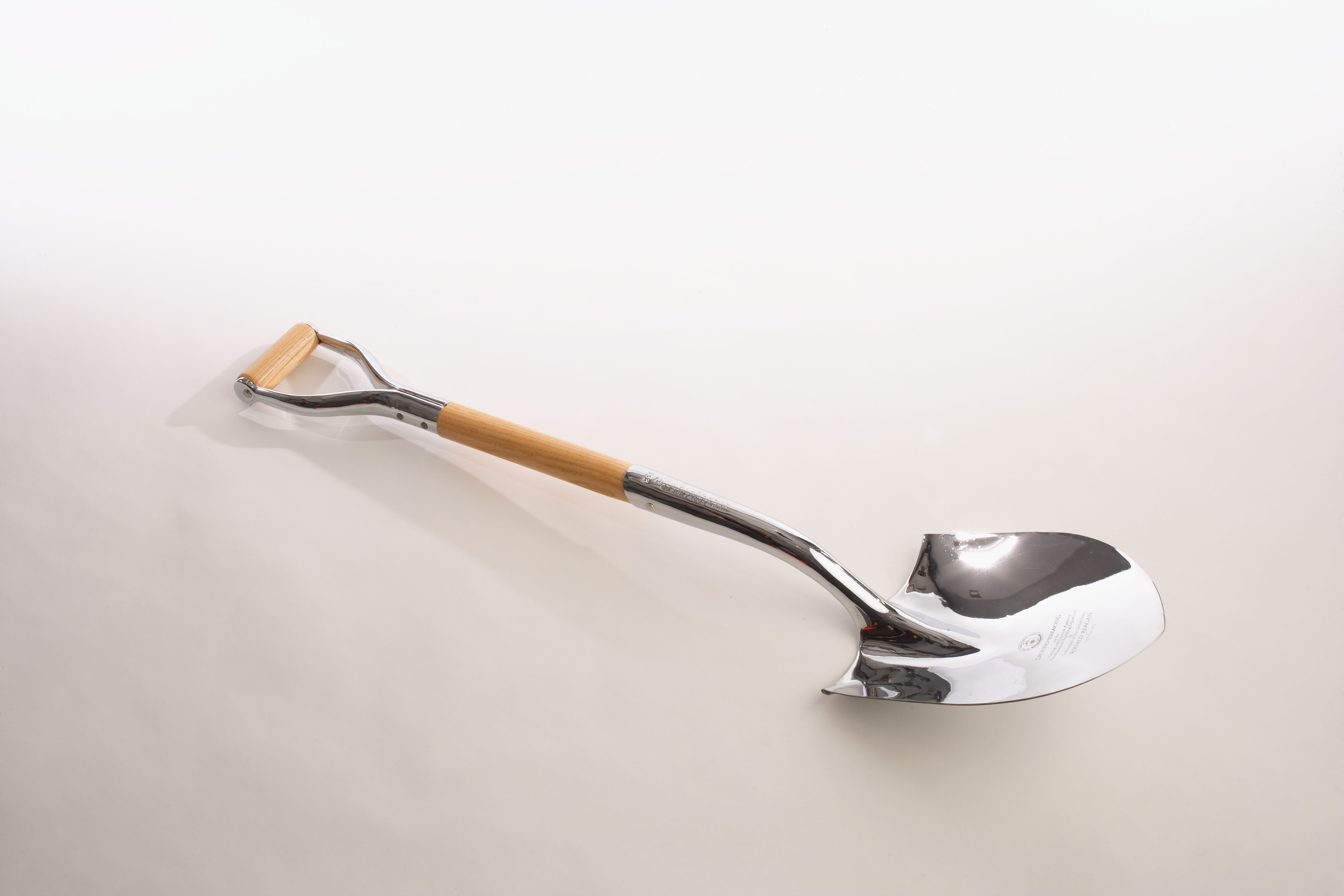
Лопата-«американка»

Загальна назва універсального інструменту. При ґрунтообробці використовують саме за́ступ. Інша назва «штикова» лопата, себто тиск якої відбувається прямо, уко́лом, на відміну від підбірної лопати-«шухлі».
Останні роки у дачників в Україні користується неабиякою популярністю лопата-«американка» — гібрид багнетної лопати, заступа і шухлі. Вважається, що перші такі лопати виробляли і використовували золотошукачі Аляски[джерело?]. Це й пояснює «народну» назву інструмента.

#### Сапа

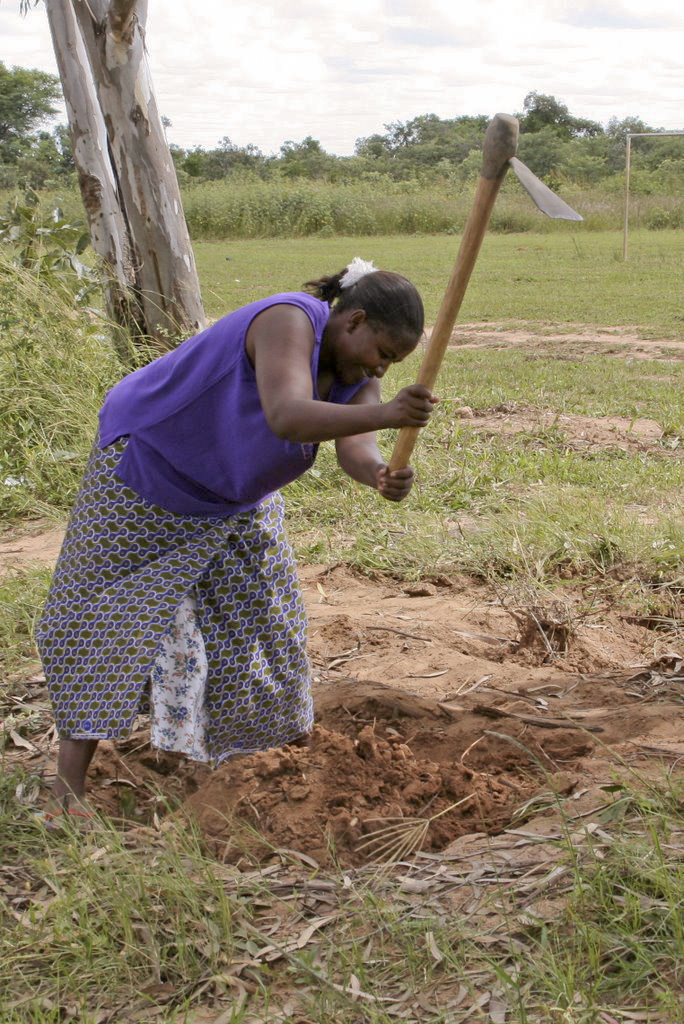
Селянка в Замбії працює мотикою

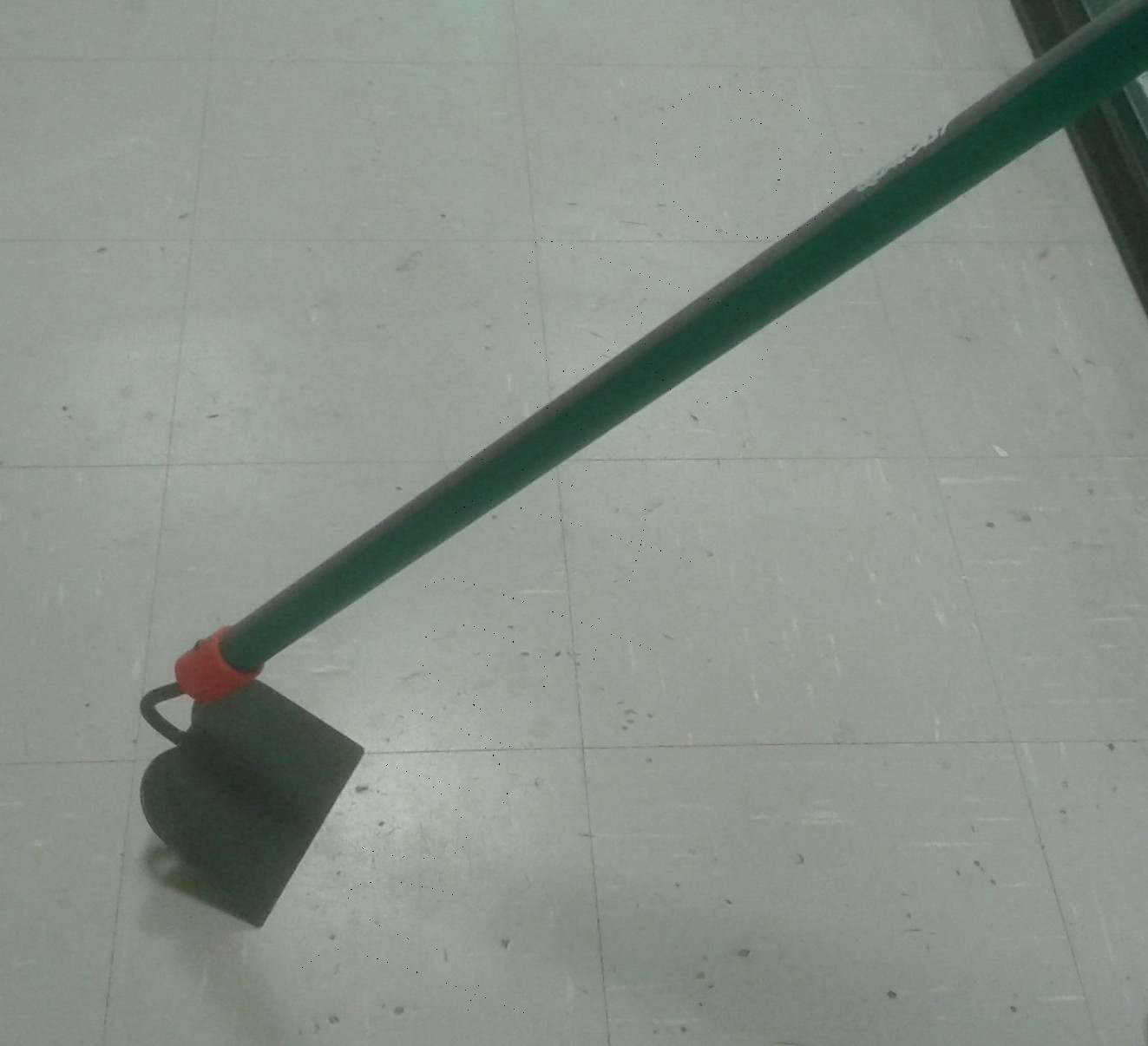
Традиційна сапка

Сапа, сапка — (рос. тя́пка) мабуть, самий розповсюджений серед домогосподарок городній інструмент; різновид мотики з полегшеним, розширеним і загостреним лезом.
Застосовується для передпосівної підготовки ґрунту, протягування рядків для насіння чи картоплі, просапування рослин-шкідників, підгортання рядків, викопування коренів бур'янів (осот, берізка), викопування коренеплодів; формування меж ділянок і доріжок для проходу по городу, насипання ґрунту на плівку при влаштуванні парників, тощо.
На малюнку зображені поширені в Україні форми сапок
- 1.- Найпоширеніша середньої ширини прямої трапецієподібної форми. Зручна як для полі́ння, так і підгортання рядків
- 2. — Вузька пряма полі́льна сапка. Форма повторює стародавню традиційну мотику. Зручна для прополювання рядків з вузькими міжряддями (суниці, полуниці) чи попереднього накопування рядків у незораному ґрунті (на насіння гарбузів, кабачків, навіть бобів, розсаду помідорів, перцю, баклажанів, — рослини, що саджаються широко і розростаються великим кущем)
- 3. — Широка сапка форми півмісяця. Цікаво, що форма цієї сапки в точності повторює лезо ножа улю, що до сьогодні застосовується аборигенами Крайньої Півночі. Таке знаряддя зручне для підгортання рядків, коли прополка здійснюється як додаткова дія (за другим проходом, по пропущеним бур'янам)
- 4. — Двозуба копачка (на Поліссі — копани́ця) коренеплодів, переважно, картоплі. Може куватися як тризуба, часом навіть чотиризуба. Традиційно на Поліссі таким інструментом копають картоплю, рухаючись вздовж рядка спиною вперед, і відкидаючи викопані коренеплоди попереду себе (на викопану і розрівняну ділянку із одночасним сортуванням за розміром і ступенем ушкодженості).

На відміну від традиційного способу роботи мотикою, коли удар чи рух сапки йде «на себе», не дуже поширені, але існують і поступають в продаж сапки, в яких ніж розвернутий для прополки «від себе». Така сапка за способом застосування ще більше нагадує ніж улю, прилаштований на держак.
Плоскоріз Фокіна
Універсальним інструментом, що поєднує зазначені вище можливості, є так званий «плоскоріз Фокіна», названий за прізвищем винахідника. Плоскоріз Фокіна має три робочі леза, якими можна зрізати бур'ян «вперед — назад» (1,2 на малюнку), а торцевим лезом (на мал. поз.3) працювати, як звичайною вузькою сапкою.
Застосовується для заощадливого безвідвального ґрунтообробітку.
В будівництві чи проведенні ремонтно-оздоблювальних робіт сапку використовують для приготування будівельних сумішей (цементно-піщаного розчину, розведення водою готових сухих сумішей, тощо).
Окрім сапок із одним прямим чи місяцеподібним лезом використовують їх різновиди:
- підгортач — з двостороннім лезом, як стрілоподібна лапа культиватора, для формування та підгортання рядків
- копалка — сапка із кованим наконечником на два чи на три зуба; використовується в районах, де поширене вирощування картоплі, для ручного викопування картоплі

#### Граблі

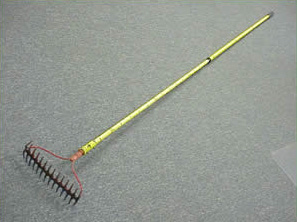
Граблі на держаку

Граблі — сільськогосподарське знаряддя для загрібання сіна, соломи, скошеного хліба тощо. Також граблі використовуються для загрібання грядок у полі, виконуючи при цьому функції ручної борони.
В Україні розповсюдження отримали дерев'яні та залізні граблі. Обидва могли бути ручними та кінними.
Дерев'яні граблі використовуються, як правило, при перегортання та зборі сіна. Ґрунтообробкою займаються виключно залізними граблями (подрібнення грудок ґрунту після оранки, вирівнювання посівного стола, збір грудок, які не вдається подрібнити, каміння, деревоподібних решток, у тому числі картоплиння.

#### Копалочка
Копалочка — умовна назва виготовленого на підприємстві малого бізнесу чи кустарним способом інструменту, що являє собою сукупність вил і важеля для полегшення роботи.
- Принцип роботи інструмента полягає у тому, що штучно створюється великий важіль із коротким плечем знизу і довгим плечем зверху. Навантаження працівник створює на точку опори, що знаходиться біля самого робочого інструмента, тим самим навантаження на м'язи рук і спини набагато менше, ніж при роботі лопатою і плоскими вилами.
- Окрім того, після кожного перевертання землі лопатою витрачається частина енергії на підйом інструмента з землею на ньому і на кидання. Копалочка не перевертає землю і не підіймається, а «підтягується» без відриву від ґрунту.

#### Мотоблок

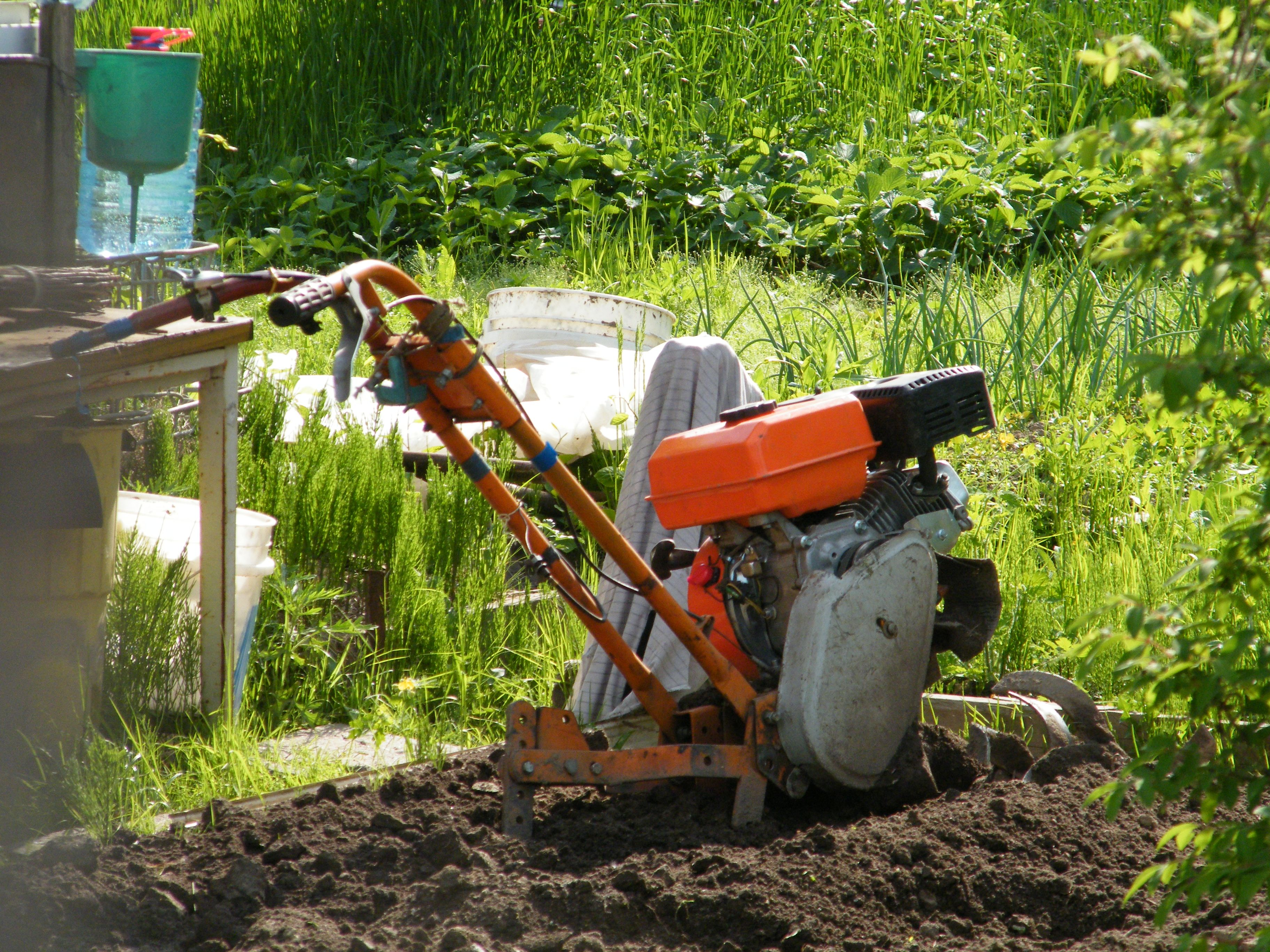
Мотокультиватор на ділянці

Мотоблок — універсальний мобільний енергетичний засіб на базі одновісного шасі, різновид малогабаритного трактора. Оператор, який керує мотоблоком, крокує слідом за машиною по оброблюваному ґрунті, тримаючи машину за важелі управління.
За способом агрегатування із знаряддям розрізняють колісні мотоблоки і мотокультиватори (мотознаряддя). У колісного мотоблока робота знаряддя здійснюється за рахунок тягового зусилля, створюваного колісною ходовою частиною, а у мотокультиватора знаряддя (фреза, просапник) встановлюється на провідну вісь замість коліс.
Як правило, на універсальний мотоблок можна встановити фрези культиватора замість коліс, а на культиватор колеса — ні, оскільки мотоблок має потужніший двигун (від 5 к.с. і більше) і важчий (мотоблок від 90 кг і більше); відповідно, двигун мотокультиватора не «потягне» причепне обладнання.
Двигун мотоблока карбюраторний двоциліндровий чи дизельний. Сучасні мотоблоки більшої потужності (китайські «Зубр», «Зірка», українські «Мотор-Січ») вже обладнуються чи мають можливість дообладнання базової комплектації АКБ, засобами стартерного пуску двигуна, освітлювальними приладами, валом відбору потужності.